# Anapesztus
Az anapesztus az antik időmértékes verselésben használt, a daktilushoz viszonyítva fordított versláb, de ugyanúgy négy morás ütem, képlete υ υ –. Az anapesztikus versmérték az anapesztus különböző verslábformáiból épült versmérték.
Haloványul a gyáva szavamra… dalom

Viharodnak előjele, forradalom!
Szomorúk az idők, a napok feketék,

Odahagytak atyáid, o nemzet, o nép!
Csak azért szakitád le bilincseidet,

Hogy ujabb nehezebb vas eméssze kezed.
Födi még beteg arcod az egykori por,

S ime sorsod ujonnan a porba tipor.
Nem a sors, nem a sors, de saját fiaid

Akaratja, mi újra lealacsonyit.
Ez a vétek amily cudar és iszonyú,

Iszonyúbb legyen érte az égi boszú!
Lealázod-e, oh haza, szent fejedet?

Piszok űlje a hír koszorúja helyett?
Mielőtt az erőszak igába fogat,

Kaszabold le, hazám, nyakadat te magad.
Tegye láncra a zsarnok a holttetemet,

Diadalma legyen temetői menet,
Hol elásnak, a domb neki trónja legyen

S gyakoroljon erőt siri férgeiden!
De te, oh haza, nem hagyod el magadat,

Haragod tüze arcaidon kigyuladt,
Kezed ott van a kardon, a markolaton…

Ki fog élni, ha nem te, dicsőn szabadon?
Szaporán ide, kedvesem, ajkaidat,

S te fiú, szaporán ide a poharat!
Mire elfogy a bor, mire csattan a csók,

Jeladásra emelhetik a lobogót.
Haloványul a gyáva szavamra… dalom

Viharodnak előjele, forradalom!
(Petőfi Sándor: Forradalom)

## Az anapesztus az ókorban
A görög és római tragédia-, komédia- és kardalköltőknél az anapesztikus versszakok nagy változatosságban fordulnak elő. A görög drámáknak azokban a részeiben, melyekben a kar az előadott ének ritmusára menetel, az anapesztikus mértékek a leggyakoribbak.
Az anapesztikus versszakokat kötött, illetve szabad szerkesztésű versszakok csoportjára oszthatjuk. A kötött szerkesztésű versszakokat főleg a kórusok, illetve színészek be- és kivonulásakor alkalmazták drámai művekben. Aiszkhülosz Agamemnon című tragédiájában kötött szerkesztésű anapesztikus verslábak alkotják a kórus bevonulási énekét. A szabad szerkesztésű anapesztikus versszak a tragédiák panaszos részeire jellemző.

## Az anapesztus a magyar irodalomban
Az anapesztikus versmértékek a 18. századtól gyakoriak a magyar költészetben. Első ismertebb emlékeik Földi János "doboló" versei: "Ah! Melly szomorú ez az óra! / Zokogó seregünk bizonyíttya! / Mert bús libitinai szóra / El-eped ajakit ki ki nyitja" (Edgy gyenge szülött temetésére).
Az anapesztusi formát Petőfinél is megtaláljuk. Forradalom című versében a sorok négyes anapesztikus periódusok: "Haloványul a gyáva szavamra, dalom / viharodnak előjele: forradalom." Egy másik anapesztikus forma, amit szintén Petőfi alkalmazott sikeresen  magyar nyelven, a német közvetítéssel érkező spanyol lírai műfaj, a "verso de arte mayor"-ból átvett sorfajta: "Még nyílnak a völgyben a kerti virágok, / Még zöldel a nyárfa az ablak előtt" (Szeptember végén).
Anapesztust találunk Arany Jánosnál is. A Szondi két aprója című balladájában Arany a kétszólamúságot nemcsak a vershelyzetre vonatkozóan, de a versmértékben is mesterien alkalmazza. A sorok kezdetének anapesztikus felívelésére a daktilusok sötétebb tónusa válaszol a sorok végén: "Felhőbe hanyatlott a drégeli rom, / Rá visszasüt a nap, ádáz tusa napja".